# Hugin (Software)
Hugin [ˈhʊɡɪn] ist eine freie Stitching-Software, die ursprünglich von Pablo d’Angelo entwickelt wurde. Sie ist ein GUI für die Panorama Tools (auch bekannt als PanoTools) und andere Werkzeuge.
Dank intelligenter Entzerr-Algorithmen sind nicht nur lineare Panoramabilder aus nebeneinander gereihten Fotos möglich, sondern auch das Erstellen hochauflösender Fotos, wobei die Fotos auch übereinander positioniert sein können. Hugin kann aus Exif-Daten der Digitalkameras automatisch die Brennweiten von Aufnahmen feststellen, oder man gibt sie von Hand vor. Ebenso kann man für die eigenen Objektive Profile erstellen. Ab der Version 0.6 besteht die Möglichkeit zur Korrektur von Vignettierung in den Ausgangsbildern, mit Version 0.7 kann Hugin die Korrekturparameter dafür selbst ermitteln, Version 0.8.0 bringt neben einem neuen Vorschaufenster viele andere Änderungen. Weiterhin besteht mit verschiedenen Projektionsmethoden die Möglichkeit, dieselben Ausgangsbilder völlig unterschiedlich abzubilden. Es ist z. B. möglich 360° Kugelpanoramen aus Einzelbildern einer Drohnenkamera zu erstellen.
Um vor dem Zusammenfügen von Einzelbildern deren relative Position zueinander (und weitere Parameter) optimieren zu können, benötigt Hugin Kontrollpunkte, die identische Stellen auf zwei oder mehr sich überlappenden Einzelbildern markieren. Normalerweise müssen diese Kontrollpunkte vom Anwender selbst gesetzt werden. Die Programme Autopano-sift bzw. Autopano – für beide muss unter macOS und Linux die Mono-Umgebung und für Autopano-sift unter Windows .NET installiert sein – können solche Punkte allerdings auch automatisch markieren. Seit Oktober 2009 ist autopano-sift-C 2.5.1 auf der Hugin-Webseite veröffentlicht, was das Installieren von Mono bzw. .NET erübrigt, da es in reinem C geschrieben ist. Autopano-sift und autopano-sift-C verwenden für das Auffinden von Kontrollpunkten den SIFT-Algorithmus. Ab Version 2010.4.0 besitzt Hugin mit cpfind einen eigenen Kontrollpunkt-Generator, der nicht auf dem patentbehafteten SIFT-Algorithmus basiert.
Beim Überblenden der Einzelbilder kann es zu unschönen abrupten Helligkeitsübergängen kommen, verursacht etwa durch unterschiedliche Belichtungseinstellungen. Ebenso sind Doppelbilder möglich, wenn die Kamera zwischen den Aufnahmen nicht genau um die Mitte der Eintrittspupille geschwenkt wird, so dass Parallaxefehler auftreten, oder sich bewegte Objekte in den Aufnahmen befinden. Um diese Probleme zu vermeiden oder zumindest zu mindern, können zum Überblenden die Programme Enblend (inzwischen auch Version 4.0), Enfuse oder Smartblend verwendet werden.
Für die Erzeugung der Parameter gibt es Assistenten.
Einige der Änderungen der letzten Jahre entstanden im Rahmen des Google Summer of Code in den Jahren 2007, 2008 und 2009.

360°-Panorama des Festsaals von Schloss Hellbrunn, die Decke ist völlig verzerrt.
Dieselben Ausgangsbilder als Fischaugen-Projektion und Blickwinkel auf die Decke.

## Trivia
Der Name „hugin“ wurde von Nils Lagerkvist vorgeschlagen. Hugin war einer der beiden Raben Odins (Hugin und Munin) und bedeutet übersetzt in etwa so viel wie „Gedanke“ oder „Sinn“. Es gibt auch eine Software namens Munin.